# Will Bailey
Will Bailey est un personnage de la série télévisée À la Maison-Blanche, interprété par Joshua Malina et doublé par Patrice Baudrier en version française.

## Biographie fictive

### Avant la série
Will a grandi en Belgique, son père était l'ancien commandant suprême allié de l'OTAN Thomas Bailey. Will est aussi un réserviste de la Force aérienne, un fait que le Président Josiah Bartlet apprécie, et a servi dans le Corps du JAG. Dans l'épisode Guns Not Butter il dit qu'il est un major Eton. Il a peut-être étudié à l'Université Carnegie Mellon, étant donné qu'il porte une chemise Carnegie Mellon en faisant du jogging à Camp David.
Il semble également avoir étudié à l'Université de Cambridge, en Angleterre, car il affirme qu'il était « le président de Cambridge Union Society " sur une bourse Marshall. Will se lance en politique, en travaillant comme rédacteur de discours de campagne sur trois campagnes du Congrès. Notamment de la campagne de 2002 Horton Wilde (voir ci-dessous) et une course du Congrès 1994 dans le 4e arrondissement du Congrès de l'Oregon, dans lequel le candidat de Will, Chulo, avait perdu par 15 points au membre du Congrès John Heffinger.

### Pendant la série

#### Directeur de campagne du candidat démocrate dans la47ecirconscription d'Orange County
Will Bailey est directeur de la campagne du candidat démocrate Horton Wilde dans la 47e circonscription d'Orange County, favorable aux républicains. Wilde décède brutalement durant la campagne, mais la veuve et l'équipe de campagne décident de continuer. Sam Seaborn, qui suit de près celle-ci, promet de devenir le candidat de remplacement s'ils gagnent. Contre toute attente, le démocrate gagne l'élection à la chambre. Après en avoir discuté avec Toby, Josh, C.J. et le Président, Sam décide de se présenter. Will quant à lui décide de ne pas continuer sa fonction de directeur de campagne.

#### Directeur adjoint de la communication de la maison blanche
Sam lui demande de rencontre Toby, qui rédige le discours d'investiture du second mandat, seul, Sam étant parti en Californie faire campagne. Après une première rencontre tendue, Toby demande à Will de rédiger 500 mots, pas un de plus sur un sujet donné, en 24h. Le lendemain, ils échangent et leurs copies et Toby, découvrant les qualités d'écriture, demande à Will de le rejoindre dans l'écriture du discours.

#### Chef de cabinet du vice-président
Lors de la nomination du nouveau Vice-Président, Will se voit proposer par ce dernier de devenir son chef de cabinet. Il accepte en raison de la perspective de la campagne présidentielle de 2006, mais aussi peut-être à cause de l'attitude de Toby à son égard.

#### Directeur de campagne de Bob Russell aux primaires démocrates
Durant la campagne de la primaire démocrate à l'élection présidentielle, il est le directeur de campagne de Bob Russell, Vice-Président. Ce dernier perd les primaires.
À la suite de l'échec de Bob Russell aux primaires démocrates, il redevient son chef de Cabinet.

#### Directeur de la communication de la maison blanche - Porte-parole de la maison blanche
À la suite du renvoi de Toby, qui a fait fuiter dans la presse des informations classées secret défense, CJ demande à Will de devenir Directeur de la communication et porte-parole de la maison blanche. Il quitte définitivement ses fonctions de Chef de Cabinet du Vice-Président.

#### Membre de la chambre des représentants
Alors que la fin de l'administration Bartlet approche, Will cherche un candidat pour la 4e circonscription de l'Oregon. Il ne trouve personne, mais on lui fait la remarque qu'il serait le candidat idéal.
Lors de l'inauguration de la bibliothèque présidentielle, il est représentant de la 4e circonscription de l'Oregon.